# St. Rupert am Kulm

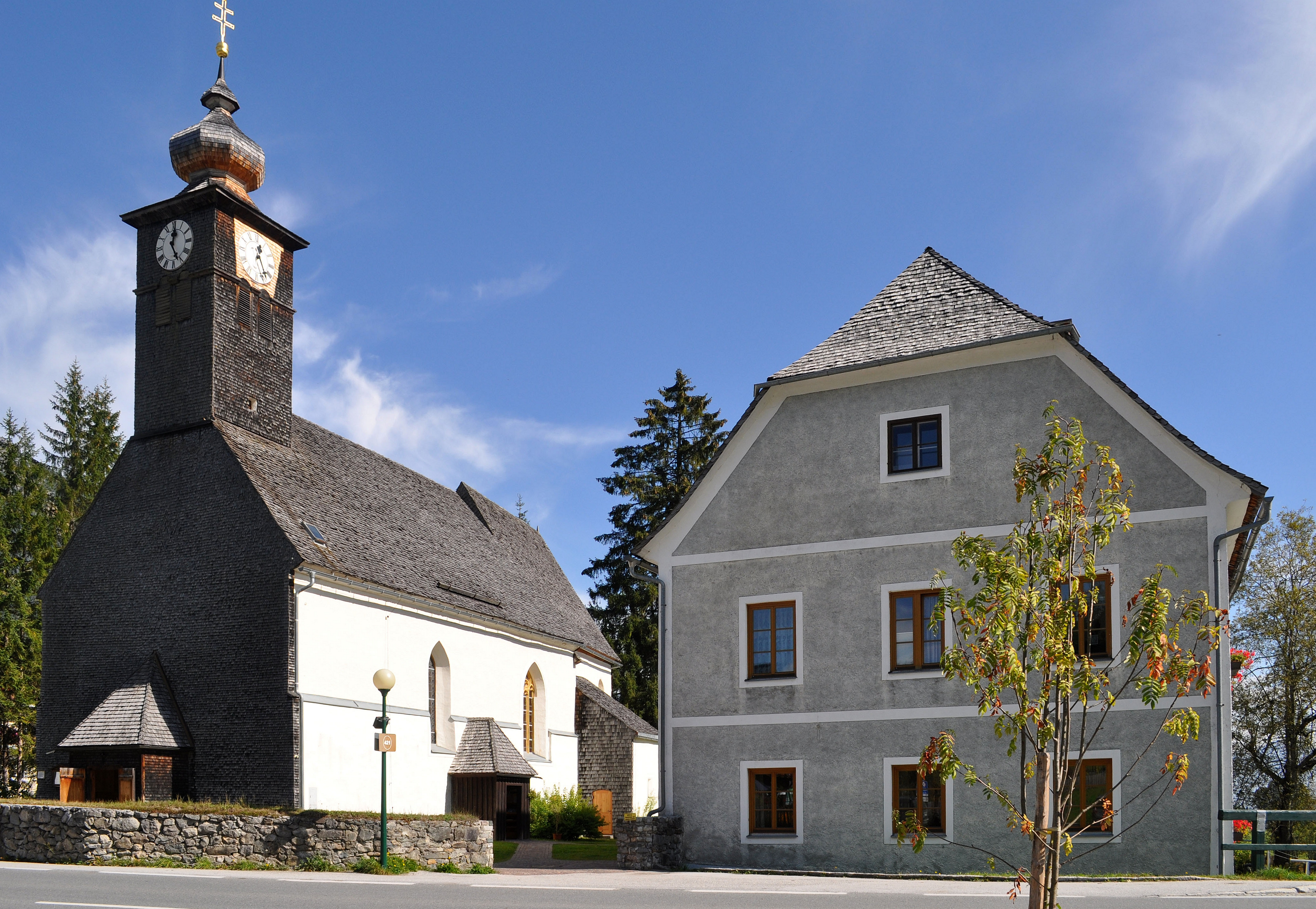
Pfarrkirche hl. Rupert mit Pfarrhof

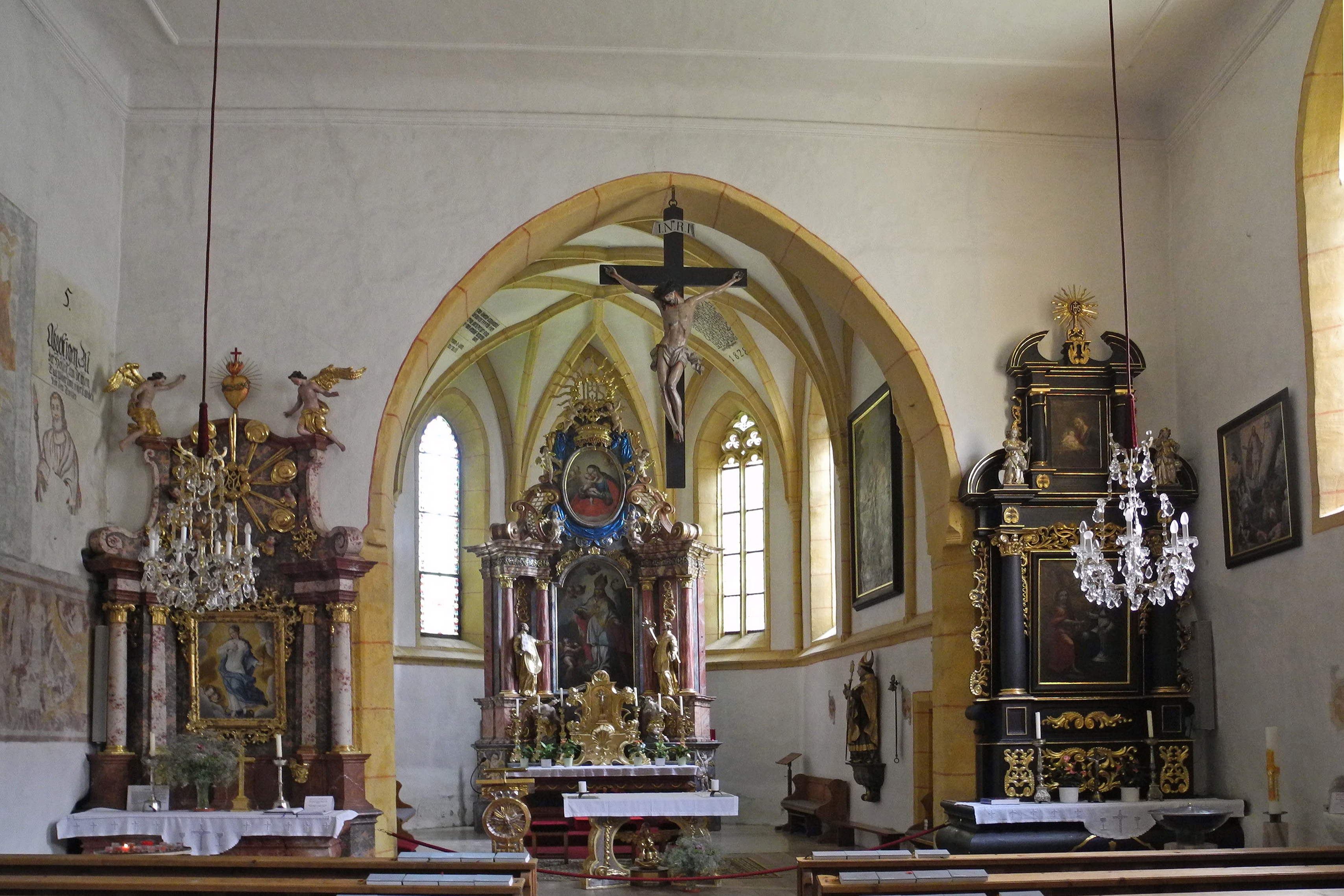
Innenansicht der Pfarrkirche

Die römisch-katholische Pfarrkirche St. Rupert am Kulm steht in der Gemeinde Ramsau am Dachstein im Bezirk Liezen in der Steiermark. Die dem Patrozinium des hl. Rupert von Salzburg unterstellte Pfarrkirche gehört zur Region Ennstal und Ausseerland in der Diözese Graz-Seckau. Die Kirche und der Friedhof stehen unter Denkmalschutz (Listeneintrag).

## Geschichte
Für das romanische Langhaus wird das 12. Jahrhundert angenommen, der gotische Chorr wurde 1444 mit einer Bauinschrift vom Baumeister Stefan Günzperger aus Bischofshofen erbaut. Die Kirche wurde durch den Chiemseer Weihbischof Sylvester Pflieger geweiht, ein Reliquiengefäß mit seinem Siegel wurde 1966 bei einer Renovierung aufgefunden.
Die in der Kirche praktizierte Konfession hat analog zur Reformationsgeschichte der Ramsau mehrfach gewechselt. Die Ramsau und mit ihr die Kulmer Kirche wurden unter den Herren Hofmann von Strechau in der zweiten Hälfte des 16. Jahrhunderts reformiert. Im Zuge der Gegenreformation im 17. Jahrhundert wurde die Ramsau formell wieder katholisch, wenngleich die Einwohner als Scheinkatholiken weiterhin protestantisch gesinnt blieben. Nach dem Toleranzpatent von 1781 wurde Kulm die erste evangelische Toleranzgemeinde in der Steiermark. Durch ein Edikt von Fürstbischof Ottokar Maria Graf von Attems wurde Kulm 1859 zur katholischen Pfarre erhoben.
Restaurierung der Kirche waren 1701, 1828, 1952 innen und 1961 außen, und zuletzt 1996.

## Architektur
Das Kirchenschiff mit den Ausmaßen von 9 m × 15 m wurde 1444 der 9,50 Meter tiefen gotischen Chor angebaut, es gibt einen Achsknick nach Norden. Der dreijochigen Chor hat ein Netzgewölbe mit einem Fünfachtelschluss.
Die Wandmalereien der Kirche gehen bis auf das 13. Jahrhundert zurück. Das älteste Gemälde ist der untere Bildstreifen an der Längsmauer des Kirchenschiffs mit der Darstellung des Jüngsten Gerichts mit Christus als Weltenrichter, Apostel- und Heiligendarstellungen sowie Höllenschlund. Die vier großen Szenen darüber mit Christophorus, Christus am Ölberg, Maria mit Heiligen sowie Georg im Kampf mit dem Drachen stammen aus dem 15. Jahrhundert. Ein geschriebenes Glaubensbekenntnis wurde im 17. Jahrhundert ergänzt. Im Altarraum befinden sich weitere Fresken aus der Zeit unmittelbar nach seiner Errichtung in der Mitte des 15. Jahrhunderts, die jedoch bereits stark verblasst und beschädigt sind. Noch zu erkennen sind Kreuzigung und Kreuzabnahme, Auferstehung und Himmelfahrt, Jüngstes Gericht sowie das Martyrium des Hl. Sebastian.

## Einrichtung
Der Kirchenpatron hl. Rupert ist am Hochaltar sowie mit einer Statue dargestellt. Der Hochaltar aus dem 18. Jahrhundert zeigt über dem Rupertbild eine Kopie der Innsbrucker Madonna von Lucas Cranach dem Älteren, beide Bilder wurden von Johan Baptist König aus Salzburg gemalt.
Die Seitenaltäre sind links ein Marienaltar um 1760, der sich bis 1952 in der Minoritenkirche in Bruck an der Mur befand, und rechts ein Dreifaltigkeitsaltar. 
Historisch bedeutsam ist ebenfalls das Gestühl der Kirche, das aus der Zeit um 1750 stammt. Die Bankzettel der Ramsauer Bauern, die zur Zeit der Aufstellung der Bänke dort Sitzrecht haben, haben sich erhalten und sind unter Schutzverglasung weiterhin an den Bänken angebracht.
Die Orgel der Kirche wurde 1987 bei Krenn in Graz hergestellt. Die beiden Glocken im Turm wurden 1948 bei Oberascher in Salzburg gegossen.